# ايمانويل اوسيه
ايمانويل اوسيه (بالإنجليزية: Emmanuel Osei)‏ (23 أغسطس 1982 غانا - ) هو لاعب كرة قدم غاني، يلعب كمدافع.

## روابط خارجية
- ايمانويل اوسيه على موقع الاتحاد الدولي (مؤرشف)  (الإنجليزية)
- ايمانويل اوسيه على موقع اتحاد تركيا (لاعب) (الإنجليزية)
- ايمانويل اوسيه على موقع الدوري الأمريكي (الإنجليزية)
- ايمانويل اوسيه على موقع قاعدة بيانات كرة القدم.إي يو (الإنجليزية)
- ايمانويل اوسيه على موقع ناشيونال فوتبول تيمز (الإنجليزية)
- ايمانويل اوسيه على موقع Soccerway.com (الإنجليزية)
- ايمانويل اوسيه على موقع عالم كرة القدم.نت (الإنجليزية)
- ايمانويل اوسيه على موقع أوليمبيديا (الإنجليزية)